# Hidrometalurgie
Hidrometalurgia este o ramură a metalurgiei extractive care se ocupă cu extracția metalelor din minereuri, cu ajutorul soluțiilor apoase, prin intermediul filtrării, solubilizării, precipitării, etc. Procesele hidrometalurgice au de obicei trei etape:
- leșierea (solubilizarea)
- prelucrarea (concentrarea și purificarea soluției)
- precipitarea (recuperarea metalului sau a compusului metalic)

## Leșierea

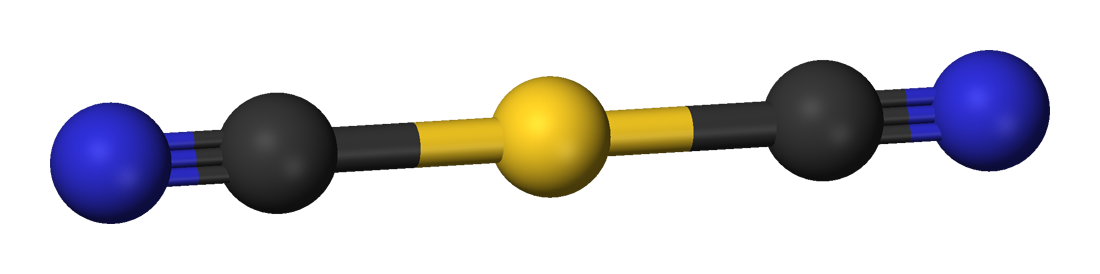
Structura anionului complex dicianoaurat (I), [Au(CN)_{2}]^{−}, implicat în procesele de extracție ale aurului.

Leșierea presupune solubilizare prin utilizarea unor soluții apoase pentru extracția metalelor din materialele metalice sau din minereurile metalice. Soluția de leșiere variază în funcție de metalele care sunt extrase, în termeni de pH, potențial de oxido-reducere, prezența agenților chelatori, temperatură, etc. Utilizarea agenților chelatori are avantajul de a crește selectivitatea procesului, și se folosesc adesea amine ale bazelor Schiff.